# Калеб Портер
Калеб Портер (англ. Caleb Porter, нар. 18 лютого 1975, Такома) — американський футболіст, що грав на позиції півзахисника. Виступав, зокрема, за клуби «Сан-Хосе Клеш», «Сакраменто Джекос» та «Тампа-Бей М'ютені». По завершенні ігрової кар'єри — тренер. З грудня 2023 року очолює тренерський штаб команди «Нью-Інгленд Революшн». Як тренер двічі ставав володарем Кубок MLS, визнавався кращим тренером МЛС.

## Клубна кар'єра
Калеб Портер народився 1975 року в місті Такома. Розпочав грати у футбол в університетському клубі «Індіана Гусаєрз». У професійному футболі дебютував 1998 року виступами за команду МЛС «Сан-Хосе Клеш», в якій грав до 1999 року, проте зіграв лише 4 матчі чемпіонату, і частину сезону провів у клубі нижчого рівня «Сакраменто Джекос». Наступного року Портер перейшов до іншого клубу МЛС «Тампа-Бей М'ютені», проте зіграв за цей клуб лише 7 матчів, і завершив виступи на футбольних полях у 2000 році.

## Кар'єра тренера
Калеб Портер розпочав тренерську кар'єру відразу ж по завершенні кар'єри гравця, 2000 року, увійшовши до тренерського штабу університетського клубу «Індіана Гусаєрз», де пропрацював з 2000 по 2005 рік. У 2006—2012 роках колишній футболіст був головним тренером університетської команди «Акрон Зіпс». Одночасно у 2011 році Портер став головним тренером олімпійської збірної США, з якою працював до 2012 року.
На початку 2013 року Калеб Портер очолив клуб МЛС «Портленд Тімберз». У цьому ж році він був визнаний кращим тренером ліги, а у 2015 році він привів команду до перемоги в Кубку MLS. У кінці 2017 року Портер покинув портлендський клуб, а на початку 2019 року став головним тренером іншої команди МЛС «Коламбус Крю». З новою командою тренер у 2020 році став володарем Кубка MLS, а у 2021 році став переможцем Campeones Cup, який розігрується між кращими командами МЛС і Мексики. З клубом «Коламбус Крю» Портер працював до кінця 2022 року.
З грудня 2023 року Калеб Портер очолює тренерський штаб команди МЛС «Нью-Інгленд Революшн».

## Титули та досягнення

### Як тренера
- Кубок MLS (2):

«Портленд Тімберз»: 2015
«Коламбус Крю»: 2020
- Campeones Cup (1):

«Коламбус Крю»: 2021

### Особисті
Кращий тренер МЛС: 2013